# فهرست کشورهای غیردوست

روسیه کشورهای شامل در «فهرست کشورهای غیردوست»

فهرست کشورهای غیردوست (به روسی: Список недружественных стран) فهرستی از کشورها است که دولت روسیه منتشر می‌کند و می‌گوید این کشورها «اقدامات غیردوستانه علیه روسیه، شرکت‌ها و شهروندان روسی انجام می‌دهند». کشورهایی که در این فهرست قرار دارند، مشمول محدودیت‌های خاصی در روابط خود با روسیه هستند؛ از جمله محدودیت‌های تجاری و ارزی، و محدودیت‌های پرسنلی در نمایندگی‌های دیپلماتیک خود در روسیه.
اولین بار فهرست کشورهای غیردوست در میِ ۲۰۲۱ منتشر شد که شامل آمریکا و جمهوری چک بود. در پی حمله روسیه به اوکراین در ۲۴ فوریه ۲۰۲۲ و اعمال تحریم‌های بین‌المللی علیه روسیه، این فهرست به ۴۹ کشور گسترش یافته‌است. همه کشورهای عضو گروه هفت و همه اعضای اتحادیه اروپا در این فهرست قرار دارند. در حال حاضر ترکیه تنها عضو ناتو است که در فهرست نیست.

## فهرست کشورها و مناطق
استونی در آوریل ۲۰۲۱ در این فهرست قرار گرفت و جمهوری چک و آمریکا در می ۲۰۲۱ اضافه شدند، در حالی که بقیه کشورها از مارس ۲۰۲۲ به بعد افزوده شدند.
- اتحادیه اروپا[الف]
- اتریش
- اسپانیا
- استرالیا
- استونی[۵]
- اسلواکی
- اسلوونی
- آلبانی
- آلمان
- ایالات متحده آمریکا
- آندورا
- اوکراین
- ایتالیا
- جمهوری ایرلند
- ایسلند
- باهاما
- بریتانیا[ب]
- بلژیک
- بلغارستان
- پرتغال
- تایوان[پ]
- جمهوری چک
- دانمارک
- رومانی
- ژاپن
- سنگاپور
- سان مارینو
- سوئد
- سوئیس
- فرانسه
- فنلاند
- قبرس
- کانادا
- کرواسی
- کره جنوبی
- لتونی
- لوکزامبورگ
- لهستان
- لیتوانی
- لیختن‌اشتاین
- مالت
- مجارستان
- مقدونیه شمالی
- موناکو
- مونته‌نگرو
- ایالات فدرال میکرونزی
- نروژ[۶]
- نیوزیلند
- هلند
- یونان

1. ↑  اتریش، اسپانیا، استونی، آلمان، ایتالیا، ایرلند، بلژیک، بلغارستان، پرتغال، رومانی، سوئد
،فرانسه، فنلاند، قبرس، لتونی، لوکزامبورگ، لهستان، لیتوانی، مالت و هلند. جمهوری چک به صورت جداگانه در می ۲۰۲۱ به این فهرست اضافه شد. اسلواکی، اسلوونی، دانمارک، کرواسی و یونان نیز به‌سوت جداگانه در ۲۲ ژوئیهٔ ۲۰۲۲ به فهرست افزوده شدند. مجارستان هم به‌صورت جدا در مارس ۲۰۲۳ افزوده شد.[۴]
2. ↑  شامل سرزمین‌های فرادریایی بریتانیا (اسنشن، آکراتاری و داکیلیا، آنگویلا، برمودا، تریستان دا کونا، جبل‌الطارق، جزایر تورکس و کایکوس، جزایر پیت‌کرن، جزایر جورجیای جنوبی و ساندویچ جنوبی، جزایر فالکلند، جزایر کیمن، جزایر ویرجین بریتانیا، سنت هلن، قلمرو اقیانوس هند بریتانیا، قلمرو جنوبگان بریتانیا و مونتسرات) و وابسته‌های تاج (جرزی، جزیره من و گرنزی)
3. ↑  فهرست شده به‌عنوان «تایوان (چین)». روسیه دولت جمهوری چین (ROC) را به رسمیت نمی‌شناسد و منطقهٔ تایوان به‌عنوان بخشی از قلمرو جمهوری خلق چین (PRC) می‌داند.

## پیش‌زمینه
در ژوئن ۲۰۱۸، ولادیمیر پوتین، رئیس‌جمهور روسیه، قانونی را امضا کرد که به دولت این امکان را می‌دهد تا اقدامات متقابلی را علیه کشورهایی که به انجام اقدامات «غیردوستانه» علیه روسیه متهم شده‌اند، اعمال کند. اقدامات متقابل یادشده شامل محدودیت‌های صادرات و واردات، تعلیق یا خاتمه همکاری‌های بین‌المللی، یا خصوصی‌سازی دارایی‌های دولت غیردوست بود. در بیانیه‌ای دربارهٔ تصویب این قانون که توسط رسانه‌های دولتی روسیه منتشر شد، به‌طور مشخص از آمریکا به عنوان هدف قانون نام برده شد.
در آوریل ۲۰۲۱، ماریا زاخارووا، سخنگوی وزارت خارجه روسیه اعلام کرد که روسیه «فهرستی از کشورهای غیردوست» منتشر خواهد کرد که شامل آمریکا می‌شود. پیش‌نویس‌های اولیه این فهرست فاش شد که تا ده کشور را شامل می‌شد، اما فهرست نهایی صادر شده توسط روسیه تنها شامل آمریکا و جمهوری چک بود. با انتشار این فهرست، دولت روسیه سفارت چک را به استخدام حداکثر ۱۹ تبعه روسیه محدود کرد و سفارت آمریکا را از استخدام کارمندان بومی منع کرد.
روابط روسیه با این دو کشور در آن زمان هم در سطح پایینی قرار داشت. آمریکا و روسیه اخیراً برخی از دیپلمات‌های یکدیگر را اخراج کرده بودند و آمریکا در تلافی حملات سایبری و دخالت ادعایی در انتخابات آمریکا توسط روسیه، تحریم‌هایی را علیه روسیه اعمال کرد. همچنین، جمهوری چک افسران اطلاعاتی روسیه را متهم کرد که در دو انفجار انبار مهمات سال ۲۰۱۴ در خاک چک دست داشته‌اند.

### گسترش فهرست در ۲۰۲۲
در فوریه ۲۰۲۲، پس از این‌که روسیه تهاجم تمام‌عیار خود به اوکراین را آغاز کرد، کشورهای متعددی شروع به اعمال تحریم‌های اقتصادی علیه روسیه در برابر این تهاجم با هدف فلج کردن اقتصاد روسیه کردند، و میکرونزی هم تصمیم به قطع روابط دیپلماتیک با روسیه گرفت. در پاسخ، روسیه فهرست کشورهای غیردوست را تا ۴۸ کشور افزایش داد که شامل کشورهایی که تحریم‌هایی اعمال کرده بودند یا روابط دیپلماتیک خود را قطع کرده بودند، می‌شد.
در ۲۲ ژوئیه ۲۰۲۲، روسیه، کشورهای کرواسی، دانمارک، یونان، اسلواکی و اسلوونی را مستقلاً و جدا از اتحادیه اروپا به فهرست افزود. میخائیل میشوستین، نخست‌وزیر روسیه اظهار داشت که این فهرست اکنون از کشورهایی تشکیل شده‌است که «اقداماتی غیردوستانه با روسیه و به‌ویژه علیه نمایندگی‌های دیپلماتیک و کنسولی روسیه در خارج از کشور اتخاذ کرده‌اند.» سفارت دانمارک در روسیه به ۲۰، سفارت یونان به ۳۴ و سفارت اسلواکی به ۱۶ کارمند محدود شده‌اند. علاوه بر این، سفارت‌های کرواسی و اسلوونی «نمی‌توانند کارمندانی را برای ماموریت‌های دیپلماتیک و دفاتر کنسولی خود استخدام کنند.»
در ۲۴ ژوئیه ۲۰۲۲، روسیه، باهاما و وابسته‌های تاج‌وتخت بریتانیا در گرنزی و جزیره من را به فهرست افزود.
در ۳۰ اکتبر ۲۰۲۲، روسیه ۱۱ قلمرو بریتانیا را به فهرست کشورهای غیردوست اضافه کرد. در وب‌سایت کابینه روسیه آمده‌است: «یازده قلمرو فرادریایی دیگر بریتانیا که از تحریم‌های اعمال شده توسط بریتانیا علیه روسیه حمایت می‌کنند، به فهرست اضافه شده‌اند. این مناطق عبارتند از: برمودا، قلمرو جنوبگان بریتانیا، قلمرو اقیانوس هند بریتانیا، جزایر کیمن، جزایر فالکلند، مونتسرات، جزایر پیت‌کرن، سنت هلن، اسنشن و جزایر تریستان دا کونا، جزایر جورجیای جنوبی و ساندویچ جنوبی، آکراتاری و داکیلیا، جزایر تورکس و کایکوس.» در کنار سه قلمرو تحت کنترل بریتانیا - جزیره آنگویلا، جزایر ویرجین بریتانیا و جبل‌الطارق - اینها تمام ۱۴ قلمرو فرادریایی بریتانیا در این فهرست هستند.